# MIHO BROWN
MIHO BROWN（ミホ・ブラウン）は、日本の女性ダンサーである。

## 来歴
東京生まれ、東京育ちである。1995年からメジャーアーティストのサポートダンサーとしてテレビやPV、LIVEツアーなどのバックダンサーとして活動。ヒップホップ、R&Bを主として活動しているが、ダンスはジャズ、バレエ、日本伝統民族舞踊、和太鼓、中国民族舞踊と幅広く習得している。
2008年、日本のメジャーアンダーグラウンド両方で活躍するダンサーでエンターテイメント集団"Lavish"を結成。
ダンサー以外にもモデルやコメンテーター、シンガーとしても活動しており、モデル業では日本国内のABCマートの広告のメインキャラクターに抜擢され、2009年にはMIHO BROWNモデル"Dream Catcher"を発売している。シンガーとしてはZeebra、Full Of Harmony、HI-D、BOY-KEN、TWYGYなどの楽曲に参加している。

## 出演

### 舞台
- ウィズ〜オズの魔法使い〜 
  - （2012年9月28日 - 30日、KAAT神奈川芸術劇場ホール）
  - （2012年10月4日 - 7日、梅田芸術劇場メインホール）
  - （2012年10月18日 - 28日、東京国際フォーラムホールC）
  - （2012年11月3日 - 6日、中日劇場）

### 映画
- 昴（2009年）

## 作品

### 書籍
- ボディーメイクに効くヒップホップダンス　DVD付き（2009年2月）